# Grand Prix SAR La Princesse Lalla Meryem 2025
Il Grand Prix SAR La Princesse Lalla Meryem 2025 è stato un torneo femminile di tennis giocato sulla terra rossa. È stata la 23ª edizione del torneo, che fa parte della categoria WTA 250 nell'ambito del WTA Tour 2025. Si è giocato nel Club des Cheminots di Rabat, in Marocco, dal 19 al 24 maggio 2025.

## Partecipanti

### Teste di serie
| Giocatrice  | Nazionalità            | Ranking* | Testa di serie |
| ----------- | ---------------------- | -------- | -------------- |
| Armenia     | Èlina Avanesyan        | 38       | 1              |
| Colombia    | Camila Osorio          | 55       | 2              |
| Italia      | Lucia Bronzetti        | 58       | 3              |
| Stati Uniti | Ann Li                 | 59       | 4              |
| Bulgaria    | Viktorija Tomova       | 61       | 5              |
| Rep. Ceca   | Kateřina Siniaková     | 62       | 6              |
| Egitto      | Mayar Sherif           | 64       | 7              |
| Francia     | Varvara Gracheva       | 65       | 8              |
| Stati Uniti | Katie Volynets         | 66       | 9              |
| Spagna      | Jéssica Bouzas Maneiro | 72       | 10             |

* Ranking al 5 maggio 2025.

### Altre partecipanti
Le seguenti giocatrici hanno ricevuto una Wild card:
- Aya El Aouni
- Yasmine Kabbaj
- Yelyzaveta Kotliar
- Anastasija Sevastova

Le seguenti giocatrici sono entrate in tabellone con il ranking protetto:
- Aliona Bolsova
- Ana Konjuh

Le seguenti giocatrici sono passate dalle qualificazioni:

- Elizabeth Mandlik
- Sada Nahimana
- Tatiana Pieri
- Camilla Rosatello

Le seguenti giocatrici sono entrate in tabellone come lucky loser:
- Carolina Alves
- Nicole Fossa Huergo
- Marija Timofeeva

### Ritiri
Prima del torneo
- Èlina Avanesyan → sostituita da  Carolina Alves
- Kimberly Birrell → sostituita da  Aliona Bolsova
- Alexandra Eala → sostituita da  Julia Grabher
- Varvara Gracheva → sostituita da  Marija Timofeeva
- Alycia Parks → sostituita da  Ana Konjuh
- Mayar Sherif → sostituita da  Nicole Fossa Huergo
- Peyton Stearns → sostituita da  Carlota Martínez Círez
- Anca Todoni → sostituita da  Maria Mateas
- Moyuka Uchijima → sostituita da  Jil Teichmann

## Partecipanti doppio
| Nazionalità | Giocatrice       | Nazionalità | Giocatrice         | Ranking* | Testa di serie |
| ----------- | ---------------- | ----------- | ------------------ | -------- | -------------- |
| Kazakistan  | Anna Danilina    |             | Irina Chromačëva   | 32       | 1              |
| Norvegia    | Ulrikke Eikeri   | Giappone    | Eri Hozumi         | 98       | 2              |
| Polonia     | Katarzyna Piter  | Egitto      | Mayar Sherif       | 123      | 3              |
| Regno Unito | Maia Lumsden     | Cina        | Tang Qianhui       | 145      | 4              |
| Rep. Ceca   | Anastasia Dețiuc | Stati Uniti | Sabrina Santamaria | 155      | 5              |

* Ranking al 5 maggio 2025.

### Altre partecipanti
Le seguenti coppie hanno ricevuto una wild card per il tabellone principale:
- Aya El Aouni /  Diae El Jardi
- Yasmine Kabbaj /  Luca Udvardy

La seguente coppia di giocatrici è subentrata in tabellone come alternate:
- Elizabeth Mandlik /  Arantxa Rus

### Ritiri
Prima del torneo
- Katarzyna Piter /  Mayar Sherif → sostituite da  Elizabeth Mandlik /  Arantxa Rus

## Campionesse

### Singolare
Maya Joint ha sconfitto in finale  Jaqueline Cristian con il punteggio di 6-3, 6-2.

### Doppio
Maya Joint /  Oksana Kalašnikova hanno sconfitto in finale  Angelica Moratelli /  Camilla Rosatello con il punteggio di 6-3, 7-5.